# Стасюк Олег Степанович
Оле́г Степа́нович Стасю́к — солдат 42-го окремого мотопіхотного батальйону «Рух Опору» Збройних Сил України, учасник російсько-української війни.

## Короткий життєпис
У школі займався боксом, гирьовим спортом, класичною боротьбою. Протягом 1986—1988 років проходив строкову службу в РА, старший сержант.
1994 року закінчив Запорізький машинобудівний інститут (факультет автомобіле- й тракторобудування). 1997 року переїхав з родиною на проживання в село Балабине.
Працював у ДП «Запорізьке машинобудівне конструкторське бюро „Прогрес“ імені академіка О. Г. Івченка» в лабораторії авіадвигунів при інженерному складі.
Активіст НРУ. Брав участь у Євромайдані.
З лютого 2014 року добивався запису у військкоматі, займалися відновленням Кіровоградської військової частини. З серпня 2014-го — стрілець відділення охорони, 42-й батальйон територіальної оборони «Рух Опору». Зумів вийти з Іловайського котла. Згодом частина перебувала в Дебальцевому.
23 листопада важкопоранений — потрапив під обстріл на мосту в складі колони, що висувалася на передову, перший БТР горів. У другому перебував і Стасюк, оминути не встигли, потрапили під вибух снаряда. 24 листопада помер у лікарні Артемівська. Без Олега лишилися дружина Ольга, доньки Катерина та Ганна.
Похований у Балабиному.

## Нагороди
За особисту мужність і героїзм, виявлені у захисті державного суверенітету та територіальної цілісності України, вірність військовій присязі під час російсько-української війни
- нагороджений орденом «За мужність» III ступеня (26.2.2015, посмертно).